# Trichopsychoda hirtipennis
Trichopsychoda hirtipennis är en tvåvingeart som först beskrevs av Enrico Adelelmo Brunetti 1911.  Trichopsychoda hirtipennis ingår i släktet Trichopsychoda och familjen fjärilsmyggor. Inga underarter finns listade i Catalogue of Life.